# Bonanza (Nicaragua)
Bonanza è un comune del Nicaragua facente parte della Regione Autonoma Atlantico Nord.